# Castelo de Craigmillar

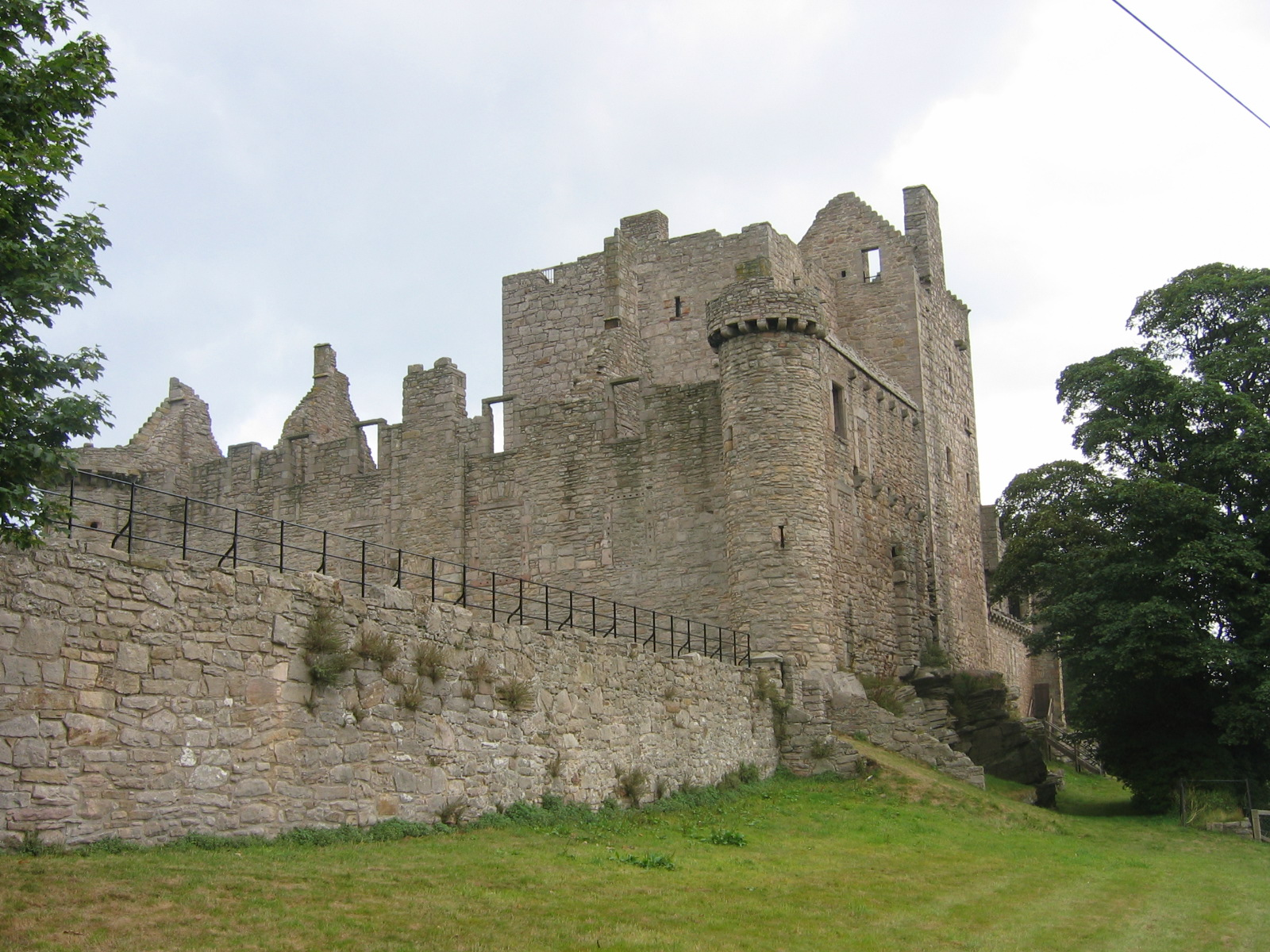
O Castelo de Craigmillar visto de sudoeste.

O Castelo de Craigmillar (em inglês: Craigmillar Castle) é um castelo medieval arruinado que se localiza em Edimburgo, na Escócia. Fica situado 4,8 km (3 milhas)  sudeste do centro da cidade, numa colina baixa a sul do moderno subúrbio de Craigmillar.
O castelo foi iniciado em finais do século XIV pela família Preston, barões feudais de Craigmillar, e ampliado ao longo dos séculos XV e XVI. Em 1660, foi vendido a Sir John Gilmour, Lorde Presidente da Corte de Sessões, que fez mais alterações. Os Gilmour deixaram Craigmillar no século XVIII e o castelo caiu num estado de ruína. Actualmente, está aos cuidados da Historic Scotland.
O Castelo de Craigmillar é mais conhecido pela sua associação com Maria da Escócia. Na sequência duma doença corrida depois do nascimento do seu filho, o futuro Jaime VI da Escócia e I de Inglaterra, Maria chegou a Craigmillar no dia 20 de Novembro de 1566 para convalescer. Antes de partir, no dia 7 de Dezembro daquele ano, foi feito um pacto que ficou conhecido como "Craigmillar Bond", com ou sem o seu conhecimento, para dispor do seu marido, Henrique Stuart, Lorde Darnley.
Actualmente, o Castelo de Craigmillar é um dos mais bem preservados castelos medievais na Escócia. A torre apalaçada central é rodeada por um pátio murado, do século XV, com elementos defensivos "particularmente refinados". Dentro deste, existem alas adicionais, sendo o conjunto cercado por um pátio exterior murado contendo uma capela e um pombal.

## História

### Origens

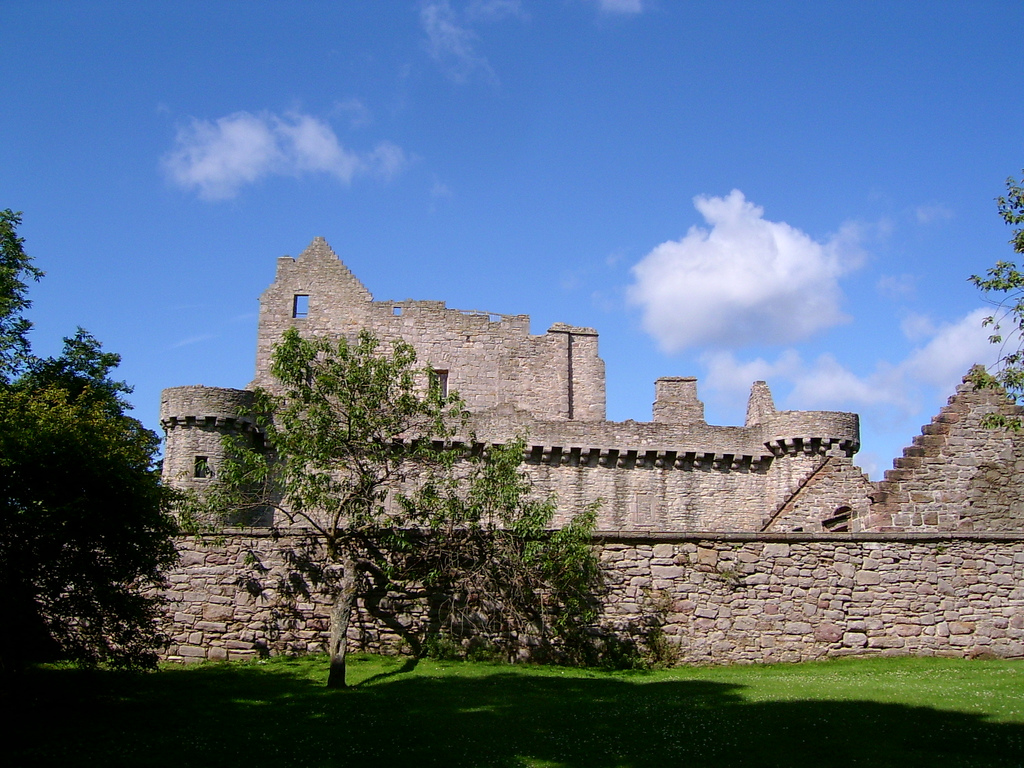
O Castelo de Craigmillar visto de leste.

As terras de Craigmillar foram concedidas aos monges da Abadia de Dunfermline, pelo Rei David I, no século XII. À família Preston foram concedidas terras na região pela primeira vez em 1342, pelo Rei David II. Numa concessão posterior, de 1374, o Rei Roberto II deu as terras de Craigmillar a Sir Simon Preston, Sheriff de Midlothian. Foi o filho de Simon, Simon Preston, ou o seu neto, Sir George Preston, quem começou as obras na torre apalaçada que forma, actualmente, o coração do castelo. Esta já estava erguida em 1425, quando uma carta foi selada em Craigmillar por Sir John Preston. O pátio murado foiacrescentado, provavelmente, por Sir William Preston (falecido em 1453), que havia viajado por França e desenhou por inspiração continental o seu novo trabalho. Também trouxe de volta o braço de São Gil, o qual deu de presente à alta igreja de Edimburgo, actual St. Giles' Cathedral, onde o Corredor Preston (Preston Aisle) recebeu o nome em sua homenagem. Em 1479, John Stewart, Conde de Mar (1456-1479), irmão do Rei Jaime III foi feito prisioneiro em Craigmillar, acusado da prática de bruxaria contra o rei, tendo ali falecido em circunstancias pouco claras.

### Século XVI

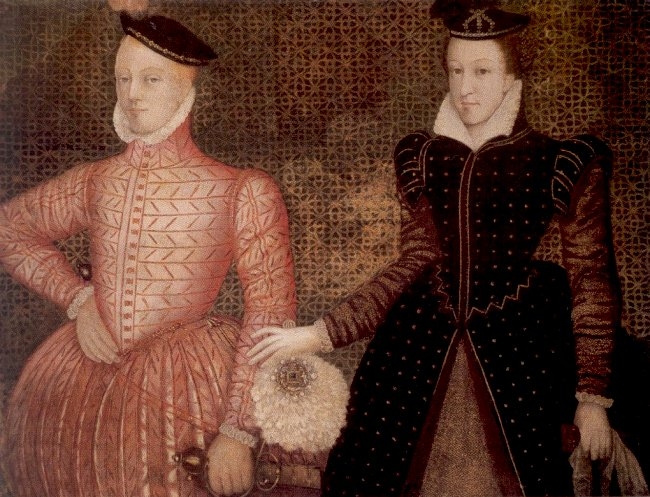
Maria, Rainha dos Escoceses, e o seu marido, Lord Darnley, cujo assassinato foi combinado no Castelo de Craigmillar.

Em 1511, Craigmillar foi elevado ao estatuto de baronia e o pátio externo foi erguido mais ou menos nesta época, provavelmente por um outro Simon Preston (faleceu em 1520), Membro do Parlamento da Escócia por Edimburgo em 1487, que tinha sucedido em 1478. A capela da família no pátio externo foi registada pela primeira vez em 1523. Em 1544, durante o chamado Rough Wooing de Henrique VIII de Inglaterra, os ingleses tentaram impor, pela força, uma aliança pelo casamento entre Eduardo, Príncipe de Gales e a jovem Maria, Rainha dos Escoceses. O Castelo de Craigmillar foi queimado pelas tropas inglesas sob o comando do Conde de Hertford. O barão Sir Simon Preston (faleceui em 1569) mandou reparar o castelo, com a remodelação de alas domésticas no pátio. Sir Simon serviu como Lorde Provost de Edimburgo por vários anos, e foi um leal apoiante da Rainha Maria, que o nomeou como ser Conselheiro Privado.
A Rainha Maria esteve em Craigmillar duas vezes, em Setembro de 1563 e entre 20 de Novembro e 7 de Dezembro de 1566. Diz-se tradicionalmente que, na primeira estadia, terá dormido na pequena antiga cozinha dentro da torre apalaçada, embora seja mais provável que tenha ocupado uma acomodação maior na relativamente nova ala leste. Na sua segunda permanência, Maria ainda se encontrava num pobre estado de saúde resultante duma doença grave sofrida em Outubro. Vários dos seus nobres estavam com ela e sugeriram-lhe que o seu impopular marido, Henrique Stuart, Lorde Darnley, devia ser removido, ou por divórcio ou por outros meios. Um acordo, conhecido como "Craigmillar Bond", foi assinado pelo Secretário de Estado de Maria, William Maitland of Lethington, e por vários nobres, incluindo James Hepburn, 4º Conde de Bothwell, Archibald Campbell, 5º Conde de Argyll e George Gordon, 5º Conde de Huntly. A liga não sobreviveu, mas enunciou a intenção dos conspiradores de remover Lorde Darnley. Apesar de Maria ter deixado claro que era infeliz com Darnley, a monarca não fez parte da intriga e provavelmente desconhecia a conspiração para matar o seu marido. Pensou-se, inicialmente, que Darnley poderia alojar-se em Craigmillar quando regressasse de Edimburgo, apesar dele ter optado por ficar em Kirk o' Field, uma igreja da cidade, onde foi assassinado no dia 10 de Fevereiro de 1567. Em 1572, depois d fuga da Rainha Maria para Inglaterra, o Regente Mar usou o Castelo de Craigmillar como base durante o seu cerco ao Castelo de Edimburgo, o qual foi efectuado por apoiantes da rainha exilada. Mais tarde, o Rei Jaime VI visitou pessoalmente Craigmillar, em 1589, quando foi hóspede de Sir David Preston.

### Os Gilmour

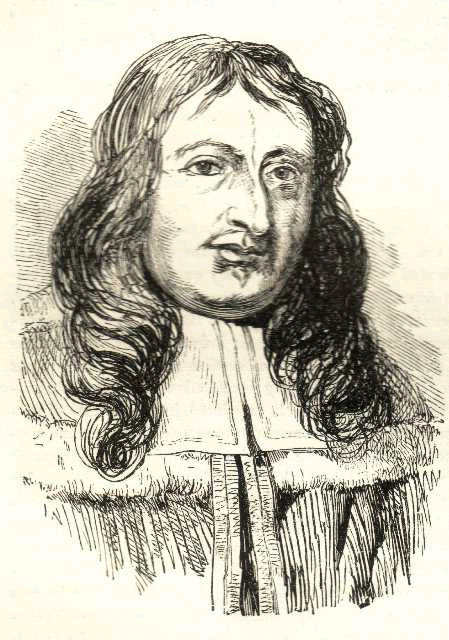
Sir John Gilmour, proprietário do castelo a partir de 1660.

Com a morte de Sir Robert Preston, ocorrida em 1639, Craigmillar passou para um primo distante, David Preston de Whitehill. O seu filho vendeu o castelo fora da família, tendo este sido adquirido, em 1660, por Sir John Gilmour (faleceu em 1671), que comprara a vizinha propriedade de The Inch ao mesmo tempo. Sendo um Realista, Gilmour foi recompensado depois da Restauração do Rei Carlos II de Inglaterra, tornando-se Lorde Presidente da Corte de Sessões em 1661. Sir John Gilmour remodelou a ala oeste, na década de 1660, de forma a providenciar acomodações mais modernas. No entanto, no início do século XVIII, os Gilmour deixaram o castelo, trocando-o pela casa que tinha na propriedade vizinha, logo a oeste de Craigmillar.
O castelo nunca foi reocupado, passando a formar um elemento romântico no parque da propriedade de Inch. O edifício ficou em ruínas em 1775, quando o antiquário e poeta John Pinkerton escreveu Craigmillar Castle: an Elegy ("Castelo de Craigmillar, uma Elegia"). O castelo tornou-se numa popular atracção turística a partir de finais do século XVIII, sendo desenhado por numerosos artistas.
Uma proposta de renovar o edifício para ser usado pela Rainha Vitória foi levantada em 1842, mas acabou por não ter continuidade. A própria Vitória visitou o castelo em 1886, sendo empreendida grande parte dos trabalhos de restauro pelo seu proprietário de então, Walter James Little Gilmour (faleceu em 1887).
O Castelo de Craigmillar encontra-se aos cuidados do Estado desde 1946, sendo mantido actualmente pela Historic Scotland. O castelo é um listed building classificado com a Categoria A, o mais alto nível de protecção para um edifício histórico na Escócia, e também um Monumento Antigo Classificado. Os terrenos do castelo estão incluidos no Inventário de Jardins e Paisagens Desenhadas, o registo nacional de jardins históricos.

## Descrição

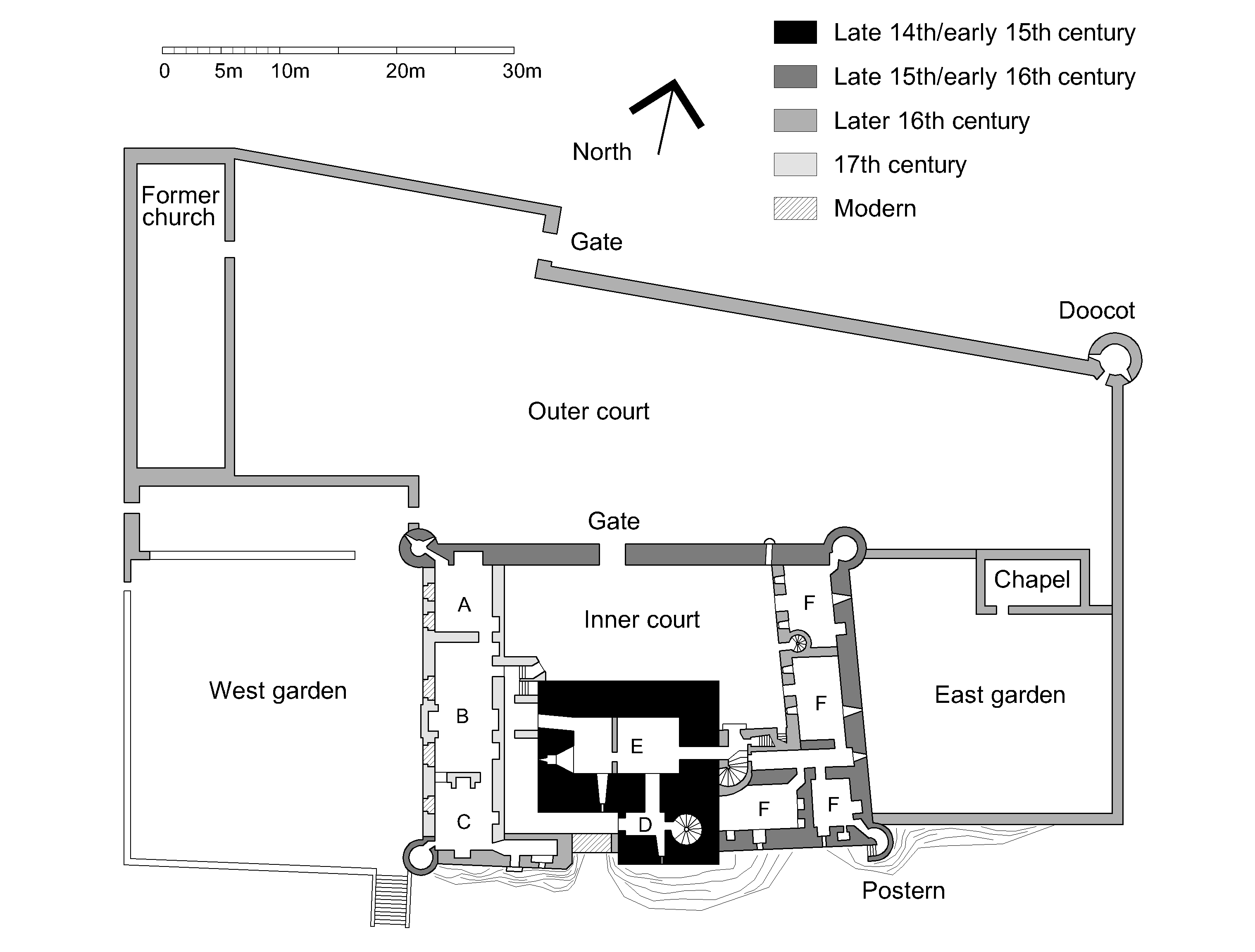
Evolução histórica da planta do piso térreo do Castelo de Craigmillar.
Legenda: A=Cozinha, B=Sala de jantar, C=Câmara, D=Entrada da torre, E=Adegas daq torre, F=Adegas da ala leste

No coração do Castelo de Craigmillar fica a torre apalaçada em forma de L, construída no século XIV num afloramento rochoso. Esta é envolvida pelo pátio murado do século XV, com alas de edifícios a sudeste, este e oeste. Para lá do muro deste pátio fica a parede exterior inferior, encerrando um amplo pátio externo; este contém jardins e uma capela. Para sul, existem mais jardins, onde pode ser visto o contorno dum tanque de peixes.

### A torre apalaçada

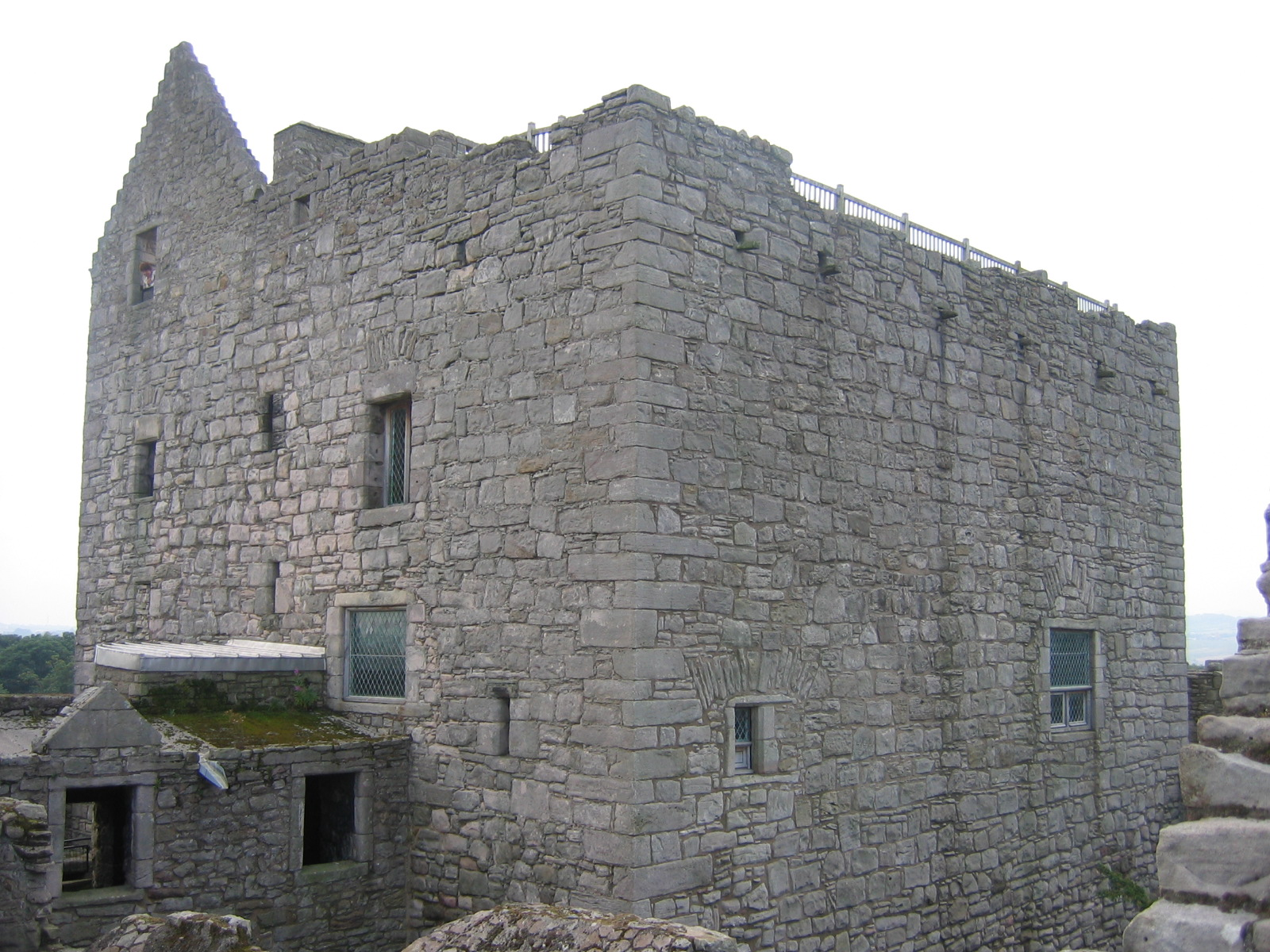
Parte superior da torre apalaçada.

A torre de quatro pisos forma a torre de menagem do castelo, embora originalmente se erguesse sozinha. Mede 15,8 metros (52 pés) por 11,6 metros (38 pés), com uma ala saliente, ou batente, de 8,5 metros (28 pés) por 3,5 metros (11 pés), para sul. As paredes têm uma espessura que excede os 3,3 metros (11 pés) e os segundo e quarto pisos têm tectos abobadados. A torre foi construída no bordo dum afloramento rochoso, com a entrada original protegida por uma fenda natural na rocha. Esta pode ter sido atravessada por uma ponte de madeira até ter sido preenchida quando o pano de muralhas foi construído. Sobre a porta estão as armas da família Preston. Uma escada sobe da entrada para uma sala da guarda, na ala saliente, a qual teria, provavelmente, "buracos assassinos" através dos quais podiam ser lançados mísseis contra qualquer ataque que conseguisse ganhar entrada. No piso térreo existem adegas, as quais antigamente tinham uma mansarda de madeira por cima. A parede divisória e as portas existentes en cada extremo são adições posteriores.
No segundo piso existe um hall, com uma cozinha ocupando a ala saliente, e passagens de ligação posteriores para as alas leste e oeste. O hall tem uma grande lareira de pedra esculpida, datada de cerca do ano 1500, e em tempos teve um tecto de madeira, provavelmente pintado. No século XVI, a cozinha foi substituída por uma maior, na ala leste, e convertida numa casa de banho. Uma lareira mais pequena foi inserida no grande fogão da cozinha e acrescentadas grandes janelas. O piso seguinte, ao qual se acede por uma escada em espiral, contém uma sala sem janelas na abóbada por cima do tecto do hall. Sobre a cozinha fica o quarto do lorde, a única câmara privada original que existia no edifício. As escadas continuam, para dar acesso a passeios com parapeito em volta do telhado da pedra de bandeiras. Um outro piso foi acrescentado à ala saliente no século XVI, contendo uma única câmara. Antigamente, o exterior do castelo tinha dois balcões de madeira, ou plataformas panorâmicas, uma com vista sobre os jardins para sul e a outra com vista para a região de Lothian.

### O pátio interno

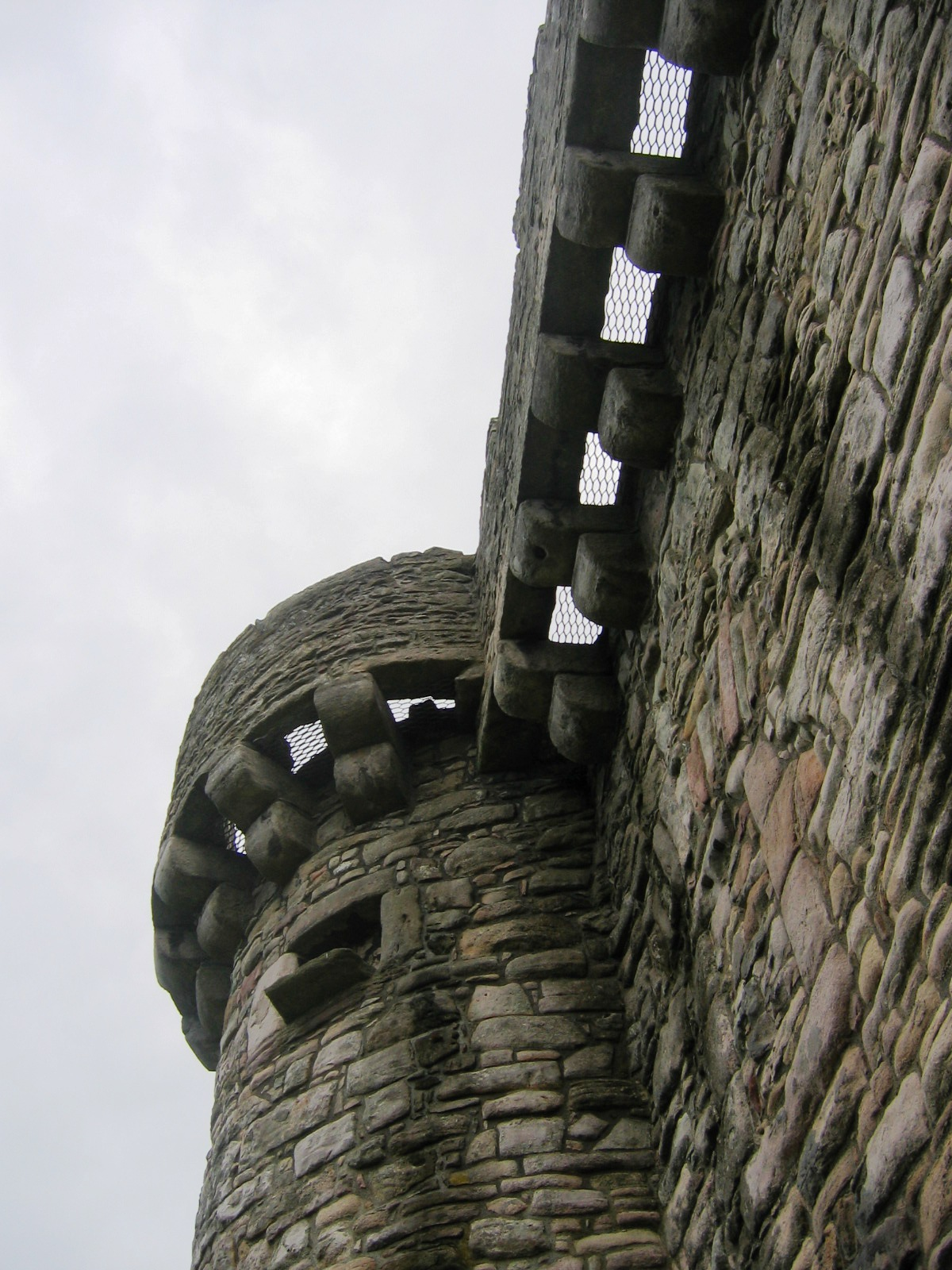
Vista para cima, através dos matacães do pano de muralhas.

O pano de muralhas datado de meados do século XV encerra um pátio com cerca de 10 metros (33 pés) de diâmetro e têm mais de 1,8 metros (5,9 pés) de espessura. Externamente, a muralha mede 40 metros (130 pés) por 27 metros (89 pés). Em cada esquina, estão localizadas torres redondas, com uma poterna, ou portão  lateral, localizada na base da torre sudeste. As torres têm buracos para armas em forma de ferradura, pensadas para a decoração, assim como para a defesa. O portão de arco redondo fica na parede norte. Sobre este, encontram-se as armas da família Preston, com as Armas Reais da Escócia por cima. As muralhas são defendidas por matacães, espaços através dos quais podiam ser disparados mísseis contra os atacantes, enquanto passeios pelas ameias dão acesso a toda a extensão da muralha. o interior da muralha, traços de janelas sugerem que, em tempos, existiu uma ala sul de edifícios no pátio. Não existe qualquer poço no pátio, mas um cano de pedra corria através da muralha, permitindo que a água chegasse ao castelo.

#### A ala leste
A ala leste ocupa os lados sudeste e leste do pátio interno. A ala leste original, contemporânea com a muralha do pátio, foi reconstruida no século XVI e ligada com a torre apalaçada por uma nova, e larga, escada em espiral. O edifício junta-se à torre apalaçada a sudeste e compreende duas câmaras no primeiro andar. As adegas abaixo foram ocupadas por uma padaria e por uma possível prisão. Um corredor liga a torre às grandes cozinhas abobadadas da ala leste, também acessíveis por uma escadaria recta vinda do pátio. Outra representação das armas da família Preston, suportada por macacos, aparece sobre a porta de acesso à ala leste. Por baixo das cozinhas existem as adegas abobadadas, contendo uma poterna bloqueada que passava através da muralha, enquanto por cima, uma galeria longa ocupava o segundo andar, apesar de apenas as paredes baixas da galeria sobreviverem.

#### A ala oeste
A ala oeste foi inteiramente reconstruida pelos Gilmour, na década de 1660, para providenciar um espaçoso conjunto de modernas acomodações, de forma a atender à posição de Sir John como juiz sénior. O piso térreo continha um grande salão de refeições, com grandes janelas e uma lareira de pedra esculpida. Esta sala também deve ter contado com tectos estucados e outros elementos decorativos. Para norte ficava a cozinha e para sul uma câmara, com adegas por baixo. O primeiro andar tinha quatro quartos. Foi construída uma outra escada nova, ligando a ala oeste com a torre apalaçada. A porta de acesso a esta torre tem um frontão clássico carregando as armas de Sir John Gilmour e da sua esposa. Sobre o frontão está uma placa do século XX, erguida por um descendente dos Gilmours. A ala oeste está agora sem telhado, o pavimento interior também se foi e as grandes janelas têm estado bloqueadas.

### O pátio externo e jardins

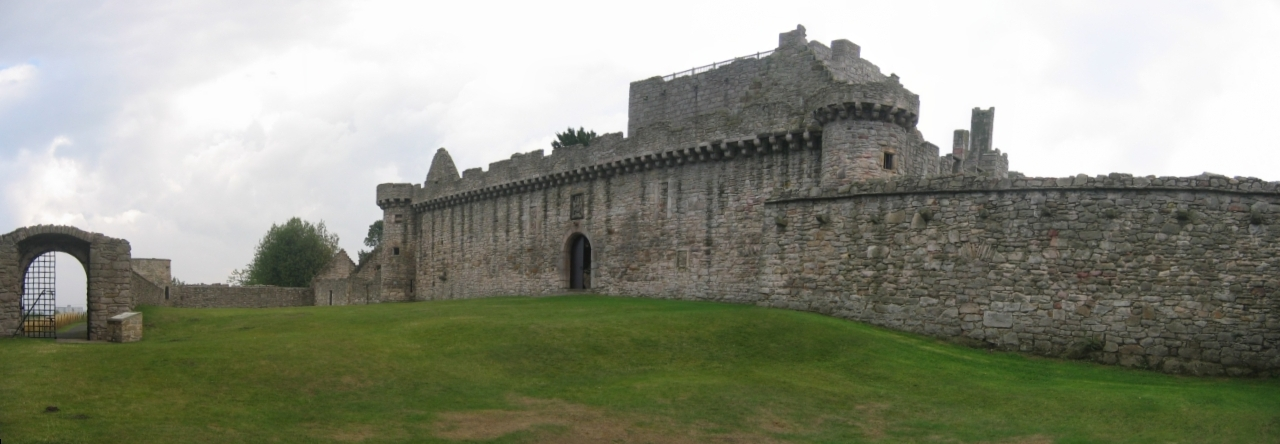
O pátio externo do Castelo de Craigmillar, com o portão à esquerda, e a parte principal do castelo, ao centro e à direita.

Os muros externos, datados do início do século XVI, são mais pequenos e menos formidáveis que os muros internos, mas encerram uma área muito maior. Uma torre redonda no canto nordeste, possui buracos de armas e um pombal, ou casa de pombos, no alto. A capela da família foi construída por volta de 1520, sendo dedicada a São Thomas Becket. Agora consiste numa nave sepulcral, ainda usada pela família Gilmour. As partes leste e oeste do pátio são ocupadas por jardins, sendo o terraço oeste visível pela grande janela da ala oeste. O celeiro na parte noroeste do pátio foi convertido numa igreja presbiteriana, para a aldeia de Liberton, em 1687. A sul do castelo existiam jardins informais e pomares, restando ainda as bases das torres de vigia do século XVI nos cantos deste recinto murado com pedra seca. O antigo tanque de peixes, com a forma da letra "P", de Preston, é um elemento de jardim com significado nacional, devido à sua raridade. Na década de 1820, foi desenhado um plano para arranjar pitorescos jardins paisagísticos entre o castelo e a casa da família na propriedade de Inch, os quais incorporariam a "Árvore da Rainha Maria", um Acer pseudoplatanus supostamente plantado por Maria, Rainha dos Escoceses. Grande parte dos bosques existentes na propriedade do castelo datam da primeira metade do século XIX.